# SM (motorfiets)
SM is een historisch Pools merk van motorfietsen.
Het bedrijf leverde van 1933 tot 1938 motorfietsen met een 346cc-kopklep-blokmotor en asaandrijving.